# Sesame Street
Sesame Street is een Amerikaans poppenspelprogramma dat sinds 10 november 1969 wordt uitgezonden. Het programma wordt geproduceerd door Sesame Workshop, vroeger bekend onder de naam Children's Television Workshop.
Het Nederlandstalige kinderprogramma Sesamstraat is een van de spin-offs hiervan.

## Geschiedenis

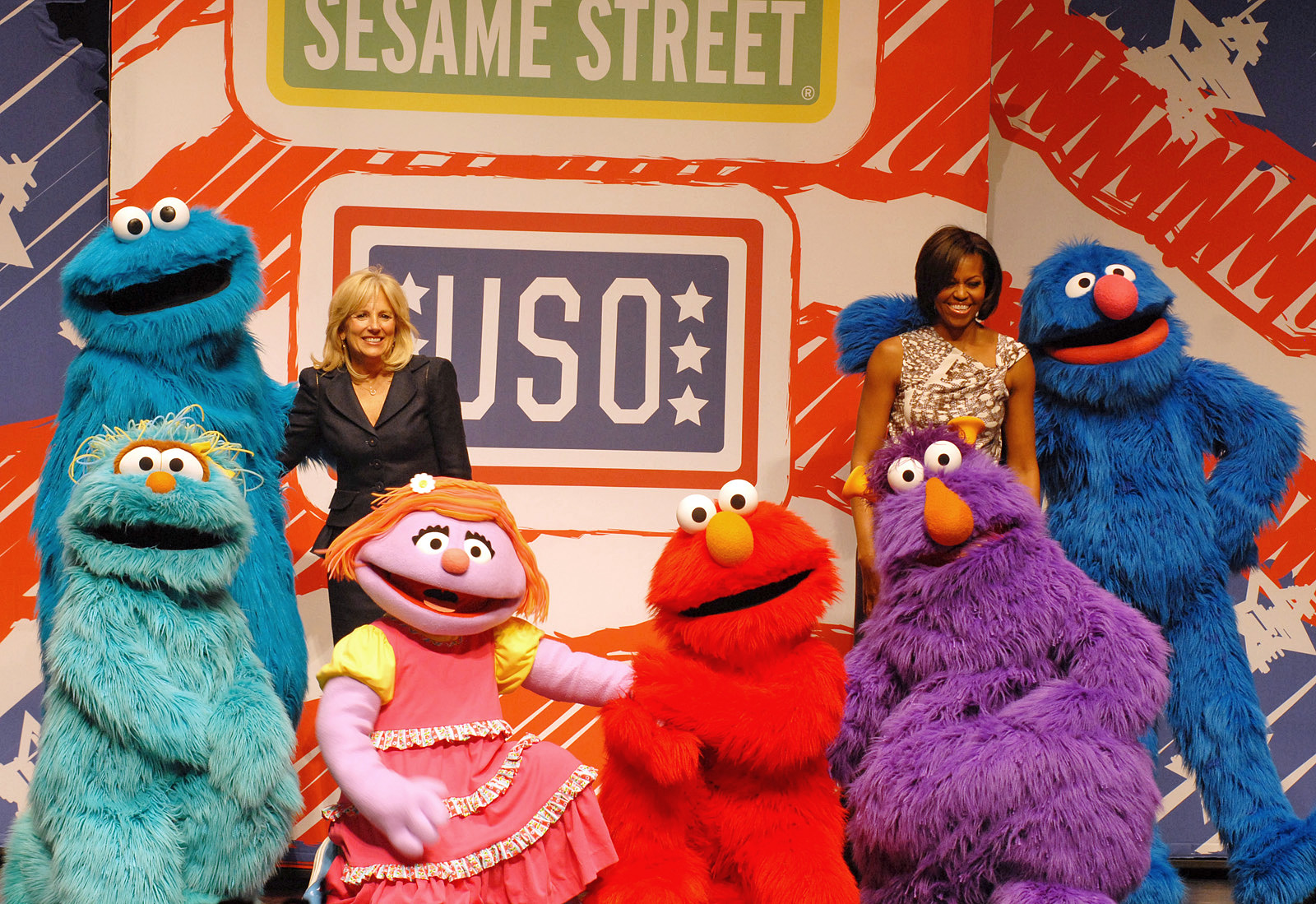
Jill Biden en Michelle Obama poseren met enkele Sesame Street-karakters (2011)

Sesame Street werd in 1969 opgezet als een educatief programma om kinderen in achterstandswijken spelenderwijs van hun leerachterstand af te helpen. Het programma werd onder meer succesvol door de poppen van de hand van poppenspeler Jim Henson en poppenmaker Don Sahlin, de Muppets, die later ook een belangrijke rol kregen in The Muppet Show.
Voordat er werd begonnen met het uitzenden van echte afleveringen, werden er eerst 5 testafleveringen uitgezonden. De eerste daarvan werd uitgezonden op 21 juli 1969. De eerste echte aflevering werd uitgezonden op 10 november 1969. Het programma was meteen vanaf het begin erg succesvol. Na één seizoen had CTW er al drie Emmy Awards mee binnengehaald, voor het beste kinderprogramma en voor het script en de muziek. Het programma kreeg in deze periode nog 17 andere prijzen, waaronder de Peabody Award en een Prix Jeunesse. In 1998 had Sesame Street in totaal meer dan honderd prijzen gewonnen, waaronder 71 Emmy Awards.
Sesame Street werd verkocht aan 120 landen en er werden twintig verschillende internationale versies geproduceerd. Van de originele serie zijn inmiddels meer dan 4500 afleveringen gemaakt.

## Testafleveringen
| Aantal | Eerste uitzending |
| ------ | ----------------- |
| 1      | 21 juli 1969      |
| 2      | juli 1969         |
| 3      | juli 1969         |
| 4      | juli 1969         |
| 5      | juli 1969         |

## Afleveringenoverzicht
| Seizoen | Eerste uitzending                   | Afleveringen | Aantal |
| ------- | ----------------------------------- | ------------ | ------ |
| 1       | 10 november 1969 - 8 mei 1970       | 1 - 130      | 130    |
| 2       | 9 november 1970 - 28 mei 1971       | 131 - 275    | 145    |
| 3       | 8 november 1971 - 5 mei 1972        | 276 - 405    | 131    |
| 4       | 13 november 1972 - 11 mei 1973      | 406 - 532    | 130    |
| 5       | 19 november 1973 - 17 mei 1974      | 533 - 665    | 130    |
| 6       | 4 november 1974 - 2 mei 1975        | 666 - 795    | 130    |
| 7       | 1 december 1975 - 28 mei 1976       | 796 - 925    | 130    |
| 8       | 29 november 1976 - 27 mei 1977      | 926 - 1055   | 130    |
| 9       | 28 november 1977 - 26 mei 1978      | 1056 - 1185  | 130    |
| 10      | 27 november 1978 - 25 mei 1979      | 1186 - 1315  | 130    |
| 11      | 26 november 1979 - 23 mei 1980      | 1316 - 1445  | 130    |
| 12      | 24 november 1980 - 22 mei 1981      | 1446 - 1575  | 130    |
| 13      | 23 november 1981 - 21 mei 1982      | 1576 - 1705  | 130    |
| 14      | 22 november 1982 - 20 mei 1983      | 1706 - 1835  | 130    |
| 15      | 21 november 1983 - 18 mei 1984      | 1836 - 1965  | 130    |
| 16      | 19 november 1984 - 17 mei 1985      | 1966 - 2095  | 130    |
| 17      | 18 november 1985 - 16 mei 1986      | 2096 - 2225  | 130    |
| 18      | 17 november 1986 - 15 mei 1987      | 2226 - 2355  | 130    |
| 19      | 16 november 1987 - 13 mei 1988      | 2356 - 2485  | 130    |
| 20      | 21 november 1988 - 19 mei 1989      | 2486 - 2615  | 130    |
| 21      | 13 november 1989 - 11 mei 1990      | 2616 - 2745  | 130    |
| 22      | 12 november 1990 - 10 mei 1991      | 2746 - 2875  | 130    |
| 23      | 11 november 1991 - 8 mei 1992       | 2876 - 3005  | 130    |
| 24      | 9 november 1992 - 7 mei 1993        | 3006 - 3135  | 130    |
| 25      | 22 november 1993 - 20 mei 1994      | 3136 - 3265  | 130    |
| 26      | 21 november 1994 - 19 mei 1995      | 3266 - 3395  | 130    |
| 27      | 20 november 1995 - 17 mei 1996      | 3396 - 3525  | 130    |
| 28      | 18 november 1996 - 16 mei 1997      | 3526 - 3655  | 130    |
| 29      | 17 november 1997 - 15 mei 1998      | 3656 - 3785  | 130    |
| 30      | 16 november 1998 - 7 mei 1999       | 3786 - 3850  | 65     |
| 31      | 3 januari 2000 - 12 mei 2000        | 3851 - 3915  | 65     |
| 32      | 1 januari 2001 - 30 maart 2001      | 3916 - 3980  | 65     |
| 33      | 4 februari 2002 - 12 april 2002     | 3981 - 4030  | 50     |
| 34      | 7 april 2003 - 12 mei 2003          | 4031 - 4056  | 26     |
| 35      | 5 april 2004 - 10 mei 2004          | 4057 - 4082  | 26     |
| 36      | 4 april 2005 - 30 december 2005     | 4083 - 4108  | 26     |
| 37      | 14 augustus 2006 - 10 november 2006 | 4109 - 4134  | 26     |
| 38      | 13 augustus 2007 - 16 oktober 2007  | 4135 - 4160  | 26     |
| 39      | 11 augustus 2008 - 7 november 2008  | 4161 - 4186  | 26     |
| 40      | 10 november 2009 - 18 februari 2010 | 4187 - 4212  | 26     |
| 41      | 27 september 2010 - 7 december 2010 | 4213 - 4256  | 44     |
| 42      | 26 september 2011 - 15 januari 2012 | 4257 - 4300  | 44     |
| 43      | 24 september 2012 - 25 april 2013   | 4301 - 4326  | 27     |
| *44     | 16 september 2013 - 20 maart 2014   | 4327 - 4354  | 27     |
| 45      | 15 september 2014 - 8 juni 2015     | 4355 - 4381  | 26     |
| 46      | 16 januari 2016 - 29 oktober 2016   | 4382 - 4417  | 35     |
| 47      | 7 januari 2017 - 2 september 2017   | 4418 - 4453  | 35     |
| 48      | 18 november 2017 - 14 juli 2018     | 4454 - 4489  | 35     |
| 49      | 17 november 2018 - 13 juli 2019     | 4490 - 4524  | 35     |
| 50      | 16 november 2019 - 11 juli 2020     | 4525 - 4559  | 35     |

## Trivia
- Vanaf seizoen 44 (2013-2014) was de eerste keer dat de afleveringen op deze manier (4401, 4402, 4403) werden genummerd in een seizoensgebonden orde in plaats van de numerieke en chronologische manier als de eerste aflevering van een nieuw seizoen werd uitgezonden, sindsdien geldt er een andere telling. De eerste twee cijfers geven het nummer aan van een seizoen, de laatste twee cijfers zijn de aflevering van dat seizoen. Officieel is dat niet de echte telling van het programma, in feite is het aflevering 4327.
- Ter gelegenheid van het 50-jarig bestaan van het programma werd op 1 mei 2019 in New York de weg op het kruispunt van West 63rd Street en Broadway officieel Sesame Street genoemd.[3]